# Kanton Belfort-Est
Kanton Belfort-Est (fr. Canton de Belfort-Est) je francouzský kanton v departementu Territoire de Belfort v regionu Franche-Comté. Skládá se pouze z východní části města Belfort.